# Montsecret-Clairefougère
Montsecret-Clairefougère è un comune francese del dipartimento dell'Orne nella regione della Normandia. 
Si è costituito il 1º gennaio 2015 dalla fusione dei comuni di Montsecret e Clairefougère.